# Bezirk Schwerin

Länet Schwerins läge i DDR

Bezirk Schwerin var ett län (tyska:Bezirk) i Östtyskland med Schwerin som huvudort. 

## Historia
Det grundades tillsammans med övriga 13 distrikt 25 juli 1952 och ersatte då de tidigare tyska delstaterna i Östtyskland. Bezirk Schwerin hade en area av 8 672 km² och 595 200 invånare (1990).
Efter den tyska återföreningen avvecklades länet och området kom huvudsakligen till det nyskapade förbundslandet Mecklenburg-Vorpommern. Bara det dåvarande distriktet Kreis Perleberg blev en del av förbundslandet Brandenburg.

## Administrativ indelning
Länet Schwerin delades in i tio distrikt/kretsar (tyska:Kreise): 
| Distrikt (Kreis)    | Huvudort    |
| Kreis Bützow        | Bützow      |
| Kreis Gadebusch     | Gadebusch   |
| Kreis Güstrow       | Güstrow     |
| Kreis Hagenow       | Hagenow     |
| Kreis Ludwigslust   | Ludwigslust |
| Kreis Lübz          | Lübz        |
| Kreis Parchim       | Parchim     |
| Kreis Perleberg     | Perleberg   |
| Kreis Schwerin-Land | Schwerin    |
| Kreis Sternberg     | Sternberg   |